# 會津信吾
會津 信吾（あいづ しんご 1959年 - ）は、日本の古典SF研究者、文筆家。特に日本の明治・大正・昭和初期のSFをあつかう。

## 来歴
東京都生まれ。駒澤大学経済学部卒業。少年小説、犯罪、映画など明治から昭和初期にかけての日本の大衆文化、社会風俗の研究、評論を中心に活動。海外、国内の奇書珍書を扱うネット古書店「怪美堂」店主。
1982年ごろに會津が会長として「日本SF史研究会」を創設。横田順彌、池田憲章、竹内博らが参加。しかし、3年ほどで解散となった。1986年、横田順彌らと、日本古典SF研究会の創立に参加（初代会長は長山靖生）。
『海野十三全集』（三一書房、1988～1993年、全13巻＋別巻2巻、監修：小松左京、紀田順一郎）の編集に携わる。著書に『昭和空想科学館』（里艸、1998年）、『日本科学小説年表』（里艸、1999年）など。 
1989年、第9回日本SF大賞特別賞を横田順彌との共著『快男児・押川春浪』で受賞。
2003年10月から2004年3月にかけて、横浜国立大学で非常勤講師、「日本SF史」を担当。
2001年時点では日本SF作家クラブ会員であったが、2024年8月時点では会員名簿に名前がない。

## 著書

### 単著
- 『昭和空想科学館』里艸、1998
- 『日本科学小説年表』里艸、1999

### 共著
- 「快男児 押川春浪」横田順彌  パンリサーチインスティテュート  1987/12/1　のち徳間文庫
- 「新・日本SFこてん古典」横田順彌  徳間文庫 1988/8/1
- 「近代日本の殺人ファイル」長山靖生  光栄  1996/3/1

### 日本語版編集委員
- 「幻想文学大事典」ジャック・サリヴァン編／日本版監修：高山宏、風間賢二／日本版編集委員：会津信吾、加藤幹郎、西崎憲、東雅夫／国書刊行会  1999.2

### 編著・共編著
- 少年小説大系09  海野十三集、会津信吾編　三一書房  1987/2/1
- 少年小説大系18 少年SF傑作集 会津信吾, 横田順彌編　三一書房 1992/5/1
- 少年小説大系17 平田晋策・蘭郁二郎集　会津信吾編　三一書房  1994/2/1
- 怪樹の腕 (〈ウィアード・テールズ〉戦前邦訳傑作選) 会津信吾、藤元直樹編、 東京創元社 2013/2/27
- 霊を知る 近代日本心霊文学セレクション 一柳広孝、会津信吾、奥山文幸編 蒼丘書林　2014/4
- 戦前日本モダンホラー傑作選 バビロンの吸血鬼 高垣眸他　会津信吾編　創元推理文庫  2025/4

## 受賞
- 1989年　第9回日本SF大賞（横田順彌と共著『快男児・押川春浪』）[6]
- 1993年 第2回日本トンデモ本大賞特別賞 會津信吾&横田順彌 (南沢十七 『緑人の魔都』 復刻の功績により)